# 大森実
大森 実（おおもり みのる、1922年1月13日 - 2010年3月25日〈日本時間3月26日〉）は、日本のジャーナリスト。兵庫県神戸市出身。
作家の柴田錬三郎は従兄弟。

## 略歴
- 旧制兵庫県立神戸経済専門学校（現・兵庫県立大学経済学部・経営学部）卒[1]
- 1942年、日本窒素に入社[3]。
- 1945年に毎日新聞社大阪本社に入社[1][4]。
- 大阪本社社会部を経て、1954年から1962年までワシントン特派員、ニューヨーク支局長、ワシントン支局長を歴任。
- 帰国後の1962年に東京本社外信部長に就任。
- 1966年に毎日新聞を退社し[1][4]、大森国際研究所を設立。
- 1967年に創刊した週刊新聞「東京オブザーバー」紙を1970年に負債により休刊した[3]。執筆と講演により数年で完済。
- 1974年カリフォルニア州に移住する[3]。カリフォルニア大学アーバイン校の常任理事と歴史文学部教授を勤めた。
- 1993年山火事で自宅を焼失。
- 2010年3月25日、肺炎のため死去[1][4]。88歳没。

## 人物
- 1949年、毎日新聞大阪本社に岡山県の浮浪者収容施設「岡田更生館」で収容者が多数虐待死させられているという情報が、同施設の脱走者からもたらされた。社会部記者であった大森は県警の協力を得て同僚と共に浮浪者に変装し、潜入取材を敢行。6畳ほどの部屋に15名が折り重なるようにして寝起きするという劣悪な環境下で結核と疥癬が蔓延し、食事もろくに与えられず、飢餓状態に置かれている凄惨な状況を目にする。収容者の中から選ばれて昇格した指導員の暴力が常態化し、脱走を試みた者は激しい私刑に遭うなどして70名以上の死者が出ていたが、遺体は裏山で密かに火葬されていた。大森のこの恐るべきスクープを、同年2月18日付毎日新聞朝刊紙面に載せ、衆参両院の厚生委員会で議題に採り上げられる等、大きな反響を呼んだ。岡田更生館は県営の優良施設とされていたが、実際は収容者を養うための公金を施設長らが横領し、発覚を恐れて収容者を厳しく監禁していたのである[5]。
- 1954年から海外特派員に赴任、ワシントン特派員、ニューヨーク支局長、ワシントン支局長を歴任。国際報道畑を歩む。1965年、毎日新聞東京本社外信部長として特派員団を組織・派遣し、ベトナム戦争の現地取材にあたらせた[6]。これは後に『泥と炎のインドシナ』として単行本となる[6]。大森自身も同年秋に西側記者として初めて北ベトナム（当時）の首都ハノイに入り、取材をおこなった[6]。その中で、1965年10月3日朝刊に「米軍が北ベトナム・クインラップのハンセン病病院を爆撃したことは、北ベトナムの撮影した記録フィルムから見て事実だ」とする記事が掲載された。これに対して駐日アメリカ大使のエドウィン・O・ライシャワーが「全く事実に反する内容」と大森を名指しで批判する事態に発展した。毎日新聞側は当初「報道は正確である」と主張したが、大森は翌年1月に、同紙の姿勢について「自分の報道を事実上修整した」として退職した[1][7][注 1]。
- 退社独立後、大森国際研究所から週刊新聞『TOKYO OBSERVER』を創刊し、1967年2月12日号から1970年3月1日号（第159号）まで刊行[8]。1968年11月24日号では、秘密裏に沖縄へ配備されていた核爆弾搭載の地対地巡航ミサイル「メースB」の存在をスクープするなど、最盛期は15万部近く刷っていた[9]。1974年にはアメリカへ移住。主に米国から見た日本のスタンスに警鐘を鳴らし、多くのテレビ出演や著書を上梓した。

## 著書

### 単著
- 『ペンは生きている』河出書房、1952年
- 『特派員五年 日米外交の舞台裏』毎日新聞社、1959年
- 『国際事件記者』正・続 中央公論社、1964年 - 1965年
- 『アジアの内幕 その苦悩と新たなる胎動』弘文堂〈フロンティア・ブックス〉、1964年
- 『国際記者の眼 激動の世界外交を見る』講談社〈ミリオン・ブックス〉、1964年
- 『北ベトナム報告』毎日新聞社、1965年
- 『国際記者情報』秋田書店〈サンデー新書〉、1966年
- 『第三の引金 米世界戦略の実験室』潮出版社〈潮新書〉、1966年
- 『大統領の紋章 ジョンソン政治の内幕』潮出版社〈潮新書〉、1966年
- 『天安門炎上す 毛沢東革命の内幕』潮出版社、1966年
- 『世界の政治家エンマ帖』文藝春秋、1967年
- 『炎と氷』集英社、1967年
- 『スカルノ 最後の真相』新潮社、1967年
- 『あかい太陽をめぐって』宮川書房、1967年
- 『火焔に包まれた日本』徳間書店、1968年
- 『挑戦 特ダネを追う一匹狼』徳間書店、1968年
- 『沖縄・朝鮮・日本』ノーベル書房、1969年
- 『金日成と南朝鮮 日米安保の標的・朝鮮緊張報告』サイマル出版会、1970年
- 『民族戦争 侵略と解放』新人物往来社〈現代の戦争2〉、1970年
- 『カンボジア戦記』新人物往来社、1970年
- 『中国-八億の挑戦』講談社、1971年
- 『ニクソン 矛盾に悩むアメリカの顔』祥伝社ノン・ブック、1971年
- 『世界ゴルフ武芸帖』文藝春秋、1971年
- 『石に書く ライシャワー事件の真相』潮出版社、1971年
- 『従属からの脱出 日本人の国際感覚』双葉社、1972年
- 『虫に書く ある若きジャーナリストの死』潮出版社、1972年
- 『ウォーターゲート事件』潮出版社、1973年
- 『国際ゴルフ記者』産報〈マスターズ・ライブラリー〉、1973年
- 『大森実の地球直撃野郎』東京スポーツ新聞社、1973年
- 大森実選集 全6巻（講談社、1974年 - 1975年）
  - 第1巻 国際事件記者（続・国際事件記者/ヒロシマ緑の芽）
  - 第2巻 新聞新兵突撃す（スカルノ最後の真相/還らざる島沖縄）
  - 第3巻 石に書く（北ベトナム報告/第三の引金）
  - 第4巻 虫よ、釘よ、中島よ（カンボジア戦記）
  - 第5巻 大統領の紋章（R・ニクソン/ウォーターゲート事件）
  - 第6巻 民族戦争（――その軋みの分析/従属からの脱出）
- 戦後秘史 全10巻（講談社、1975年 - 1976年）／講談社文庫、1981年
  - 1 崩壊の歯車（各・巻末に証言インタビュー）
  - 2 天皇と原子爆弾
  - 3 祖国革命工作
  - 4 赤旗とGHQ
  - 5 マッカーサーの憲法
  - 6 禁じられた政治
  - 7 謀略と冷戦の十字路
  - 8 朝鮮の戦火
  - 9 講和の代償
  - 10 大宰相の虚像
- 人物現代史 全13巻（講談社、1978年 - 1980年）
  - 1 ヒトラー　炎の独裁者／講談社文庫 1993年
  - 2 ムッソリーニ　悲劇の総統／同 1994年
  - 3 スターリン　鋼鉄の巨人／同 1995年
  - 4 チャーチル　不屈の戦士
  - 5 ルーズベルト　自由世界の大宰相
  - 6 ケネディ　挑戦する大統領
  - 7 ド・ゴール　孤高の哲人宰相
  - 8 ホー・チ・ミン　不倒の革命家
  - 9 毛沢東　不世出の巨星
  - 10 ファイサル　砂漠の帝王
  - 11 ネール　第三世界の立役者
  - 12 カストロ　カリブ海の覇者
  - 13 現代史のルーツ　乱世の群像
- 『80年代日本は再び孤立するか 国際感覚ゼロの日本外交を直撃』太陽企画出版、1981年4月
- 『国際情報都市ロスの死角』中央公論社、1985年11月
- ザ・アメリカ 勝者の歴史 全10巻（講談社、1986年）
  - 1 カリフォルニアを奪れ　リードの開拓魂
  - 2 果てしなき欲望　サッター将軍の金塊
  - 3 ライバル企業は潰せ　石油王ロックフェラー
  - 4 独占者の福音　鉄鋼王カーネギー
  - 5 ウォール街指令　財閥モルガン
  - 6 大陸横断鉄道　政商スタンフォード
  - 7 一ドルに泣いた銀行王　ジアニーニの銀行革命
  - 8 デトロイト・モンスター　自動車王フォード
  - 9 戦争コングロマリット　デュポン帝国
  - 10 隠された帝国　ヒューズの挑戦
- 『恐慌が迫る アメリカの報復』講談社、1987年3月
- 『世界が大きく動く 大恐慌にいかに備えるか』講談社、1988年1月
- 『大森実の国際戦略論』毎日新聞社、1988年11月
- 『アメリカとは何か100章 興亡の岐路に立つこの超大国を日本人はどう理解すべきか』講談社、1989年5月／講談社文庫、1993年
- 『ラグナビーチより愛をこめて 大森実のアメリカ日記』学習研究社、1989年11月
- 『エンピツ一本』講談社 全3巻、1992年
- 『アメリカの内幕世界の展望 私の日記より』徳間書店、1992年3月
- 『再び恐慌が迫る このカオス世界と日本』徳間書店、1993年10月
- 『素顔のアメリカ人』講談社、1993年6月
- 『アメリカからの最後の警告 世界知らずの日本人へ捧ぐ亡国・憂国論』徳間書店、1994年11月
- 『日本はなぜ戦争に二度負けたか 国民不在の政治』中央公論社、1998年6月／中公文庫、2001年4月
- 『陰謀 大統領を葬れ』徳間書店、1999年4月
- 『わが闘争 わが闘病』講談社、2003年1月
- 『激動の現代史五十年 国際事件記者が抉る世界の内幕』小学館、2004年6月

### 共著
- 『ヒロシマの緑の芽』今村得之、世界文学社、1949年
- 『泥と炎のインドシナ 毎日新聞特派員団の現地報告』毎日新聞社（監修）、1965年

(ASIN B000JAEGJC) - 日本語の本として初めてベトナム戦争の戦況・惨状などを詳しく報告
- 『大森実 直撃インタビュー』週刊現代編集部編、講談社〈全速記 1・2〉、1973年
- 『革命と生と死 大森実直撃インタビュー』池田大作、講談社、1973年
- 『杉本英世の科学的ゴルフ 大森実直撃インタビュー』講談社、1974年
- 『日米衝突への道』ジョージ・パッカード、講談社、1990年3月

## 評伝
- 小倉孝保『大森実伝 アメリカと闘った男』毎日新聞社、2011年
- 『大森実 ものがたり』街から舎、2012年 - 関係者・知人73名による追想録

## 出演

### テレビ
- 星からの国際情報（テレビ東京）

### 映画
- 千夜一夜物語（1969年、虫プロ制作 日本ヘラルド） - 元老院議員（友情出演）

## 受賞
- ボーン国際記者賞（1960年）[1][4]
- UCLA国際ジャーナリスト賞
- 日本新聞協会賞（企画「泥と炎のインドシナ」、1965年）[1][4][10]